# 齊歸
齊歸（？—前531年），歸姓，鲁襄公的妾夫人，鲁昭公的母亲。
前542年，齊歸的姐姐敬歸的儿子子野死后，鲁国拥立齐归的儿子公子裯为国君，即鲁昭公。叔孙穆叔不愿意，说：“太子死了，有同母兄弟就立他，没有就立年长的。年纪差不多就选贤，贤能差不多就占卜，这是古代的常规。子野不是嫡子，何必要立他母亲的妹妹的儿子？而且公子裯，居丧不哀痛，父亲死了反有喜悦的脸色，这叫不孝。不孝的人，很少不为患。假如立了他，必为季氏之忧。”季武子不听，结果立了公子裯。鲁昭公十一年（前531年），五月甲申，齐归去世。在比蒲举行盛大的阅兵，不符合礼。九月己亥，安葬齐归，鲁昭公不悲痛。晋国来送葬的士人，回去告诉史赵。史赵说：“鲁侯一定会寄居到别国的郊外。他是归氏的儿子，不想念母亲，祖先不会保佑他的。”。